# Central térmica Ekibastuz GRES-1
Ekibastuz GRES-1 (también conocida como: AES-Ekibastuz) es una central térmica de carbón de 4000 MW ubicada en la ciudad de Ekibastuz en Kazajistán.
Está situada junto al lago Zhyngyldy. Las cenizas de la central se vierten en el cercano lago Karasor. GRES-1 tiene dos chimeneas de 330 metros (1083 pies) de altura. En junio de 2010, Ekibastuz GRES-1 era la central eléctrica más grande de Kazajistán y generaba el 13% de la electricidad del país.

## Historia
La mayoría de las unidades se pusieron en servicio a principios de los años 1980. En enero de 1996, debido a la mala gestión y al mal estado de conservación, la capacidad de la central se redujo de 1.624 a 1.025 MW, y en junio de 1996 se redujo a 655 MW. El trabajo en la central se volvió peligroso: el equipo no se mantenía, la mayor parte de la instrumentación de control y manejo de emergencias fue robada de la central eléctrica. Las unidades tuvieron que detenerse con frecuencia debido a averías.
Desde 1996 hasta 2008, la central eléctrica fue propiedad de la empresa estadounidense AES Corporation. En noviembre de 1997, sólo tres unidades estaban operativas, produciendo 800 MW en promedio. En la primavera de 1998, todas las unidades excepto una estaban inactivas. Los clientes debían a la central eléctrica unos 150 millones de dólares en tarifas impagadas. En 1999, la energía producida media fue de 215 MW. En el año 2000, se aumentó a 317 MW tras unas reparaciones muy necesarias. Como resultado, la capacidad de generación de la central eléctrica se incrementó de 1.050 a 1.200 MW, pero el problema de encontrar clientes que pagaran siguió dando lugar a niveles de producción bajos.
El 4 de febrero de 2008, AES acordó vender la central eléctrica de AES Ekibastuz a Kazakhmys. Según los términos del contrato de gestión, AES continuó operando hasta diciembre de 2010.
El 10 de diciembre de 2009, Kazakhmys PLC anunció que vendería una participación del 50% en la central eléctrica al Fondo Nacional de Bienestar Samruk-Kazyna por 681 millones de dólares. La transacción se completó el 26 de febrero de 2010. Kazakhmys y Samruk-Kazyna crearán un consejo de supervisión conjunto, y los puestos de gestión se alternarán entre Kazakhmys y Samruk-Kazyna cada cinco años. En los primeros cinco años posteriores a la transacción, Kazakhmys nombrará al equipo de gestión, mientras que Samruk-Kazyna designará varios puestos clave de supervisión. Durante los próximos siete años, las partes se comprometieron a proporcionar una inversión de alrededor de 1.000 millones de dólares en Ekibastuz, para modernizar la central eléctrica y restaurarla de su capacidad actual de 2.500 MW a su capacidad nominal original de 4.000 MW.
En junio de 2010, se anunciaron un par de contratos con Emerson Electric Company para renovar muchos de los sistemas de control de las unidades 3 a 8. Se estima que esto tardará 5 años en completarse y se espera que aumente la eficiencia de las unidades afectadas en la central eléctrica.

## Unidades individuales
Cada una de las ocho unidades tiene una capacidad de generación nominal de 500 MW.
- Unidad 1 entró en servicio en marzo de 1980.
- Unidad 2 entró en servicio en octubre de 1980.
- Unidad 3 entró en servicio en febrero de 1981.
- Unidad 4 entró en servicio en noviembre de 1981.
- Unidad 5 entró en servicio en octubre de 1982.
- Unidad 6 entró en servicio en mayo de 1983.
- Unidad 7 entró en servicio en octubre de 1983.
- Unidad 8 lleva fuera de servicio hasta 2012, pendiente de modernización.